# Epianthe viridis
Epianthe viridis är en skalbaggsart som beskrevs av Francis Polkinghorne Pascoe 1866. Epianthe viridis ingår i släktet Epianthe och familjen långhorningar. Inga underarter finns listade i Catalogue of Life.